# Llista de peixos de Nevada

Localització de Nevada als Estats Units

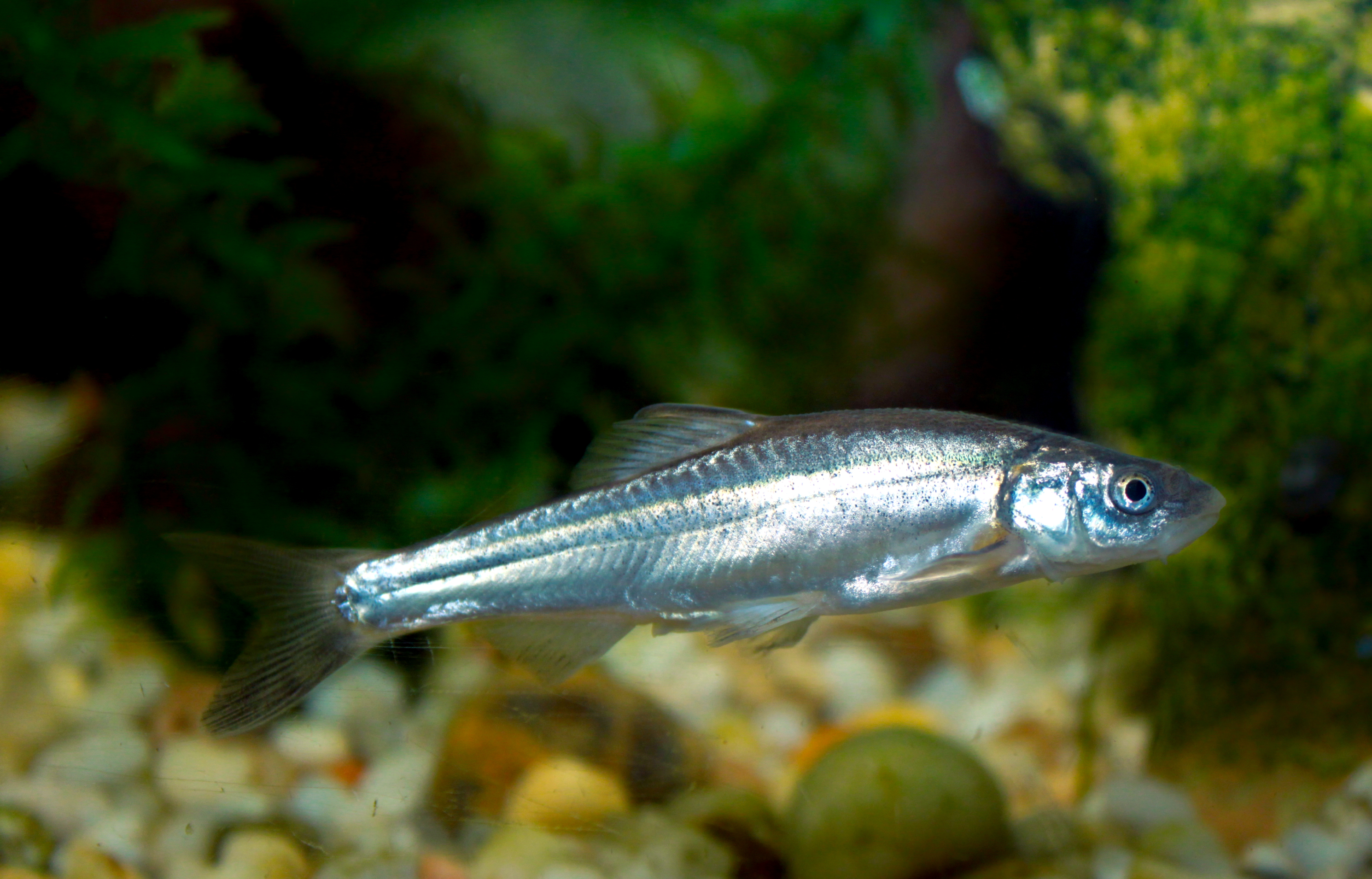
Plagopterus argentissimus

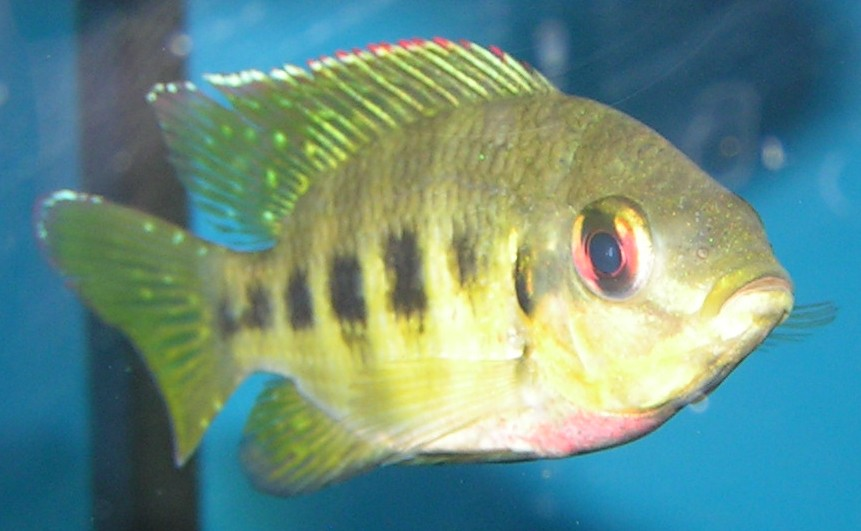
Tilapia mariae

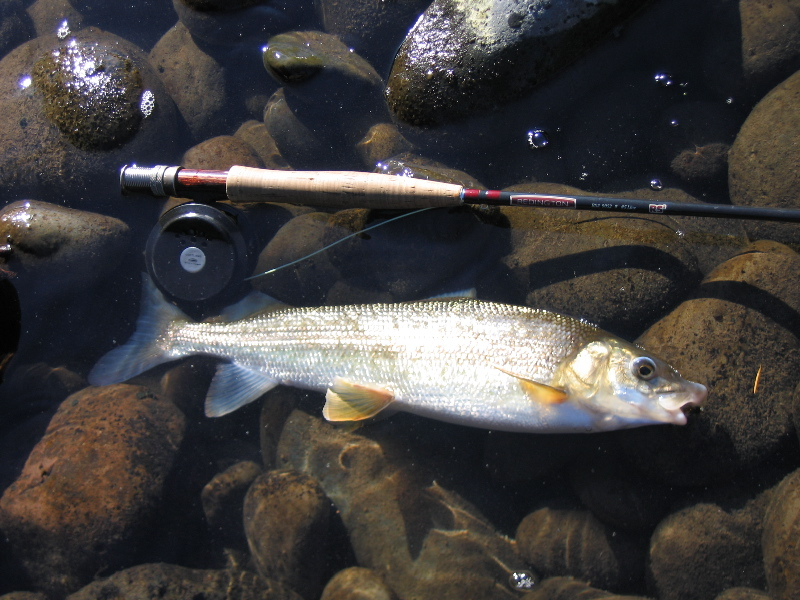
Prosopium williamsoni

Moapa coriacea

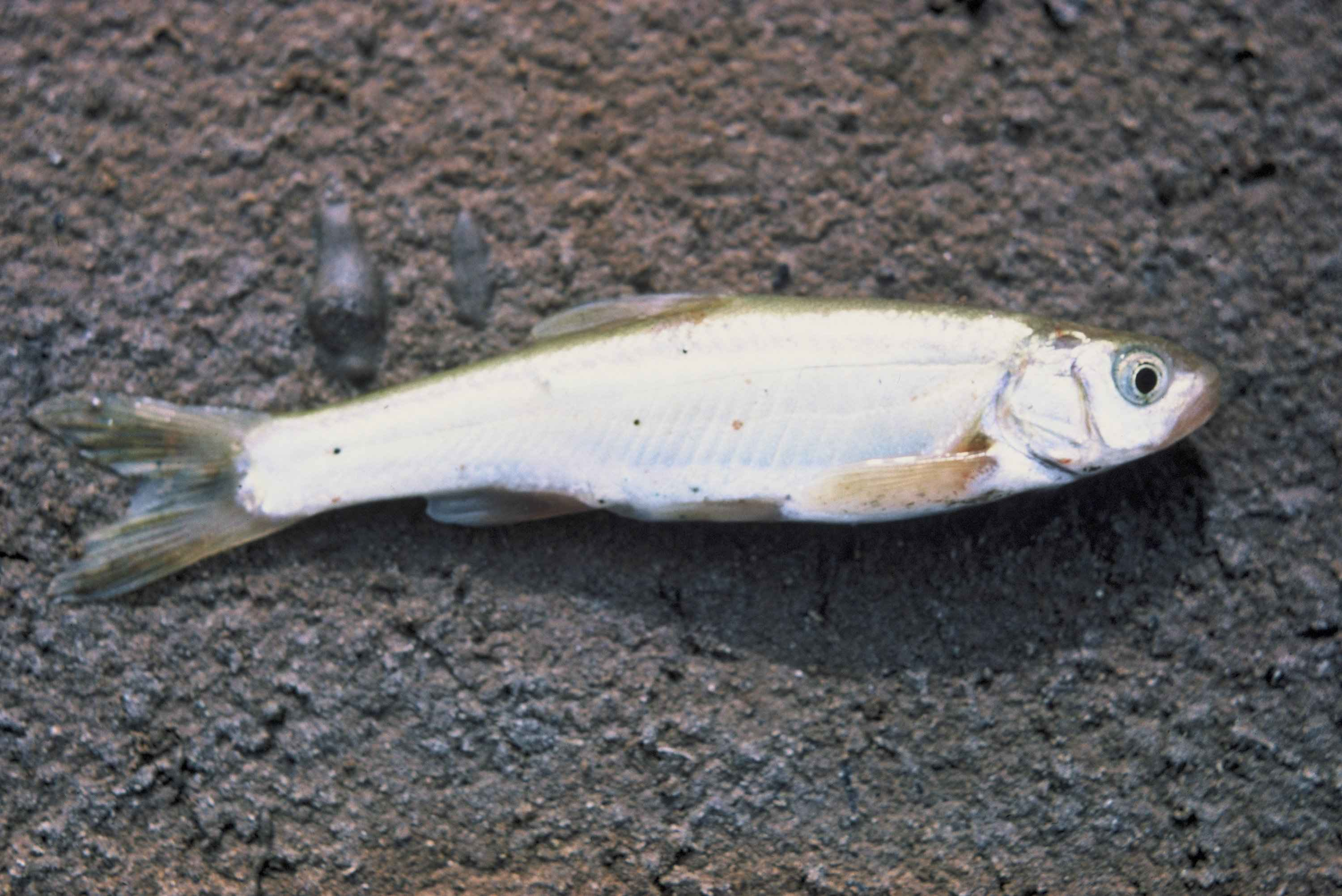
Lepidomeda mollispinis

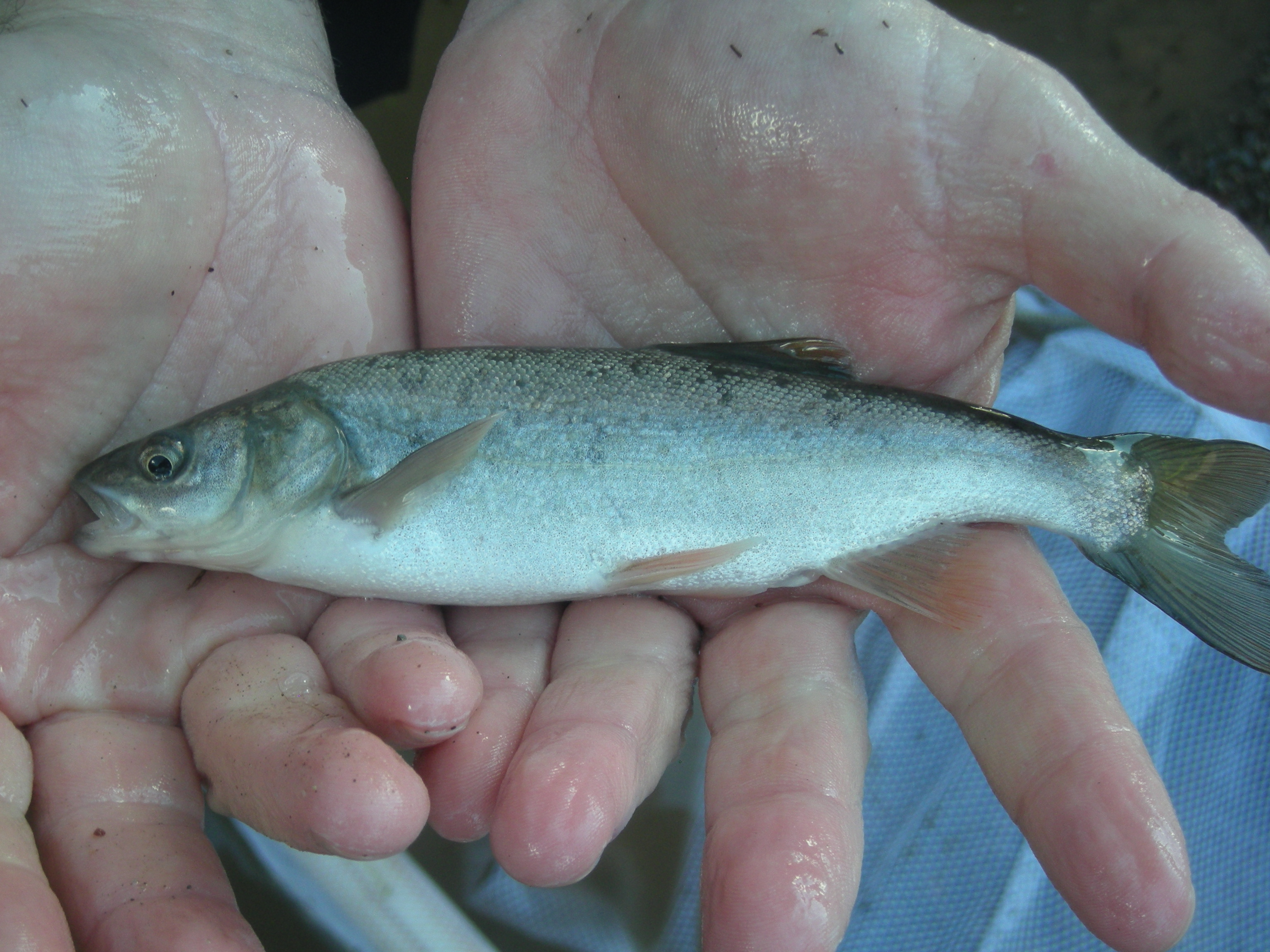
Gila robusta

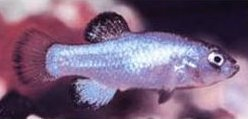
Cyprinodon diabolis

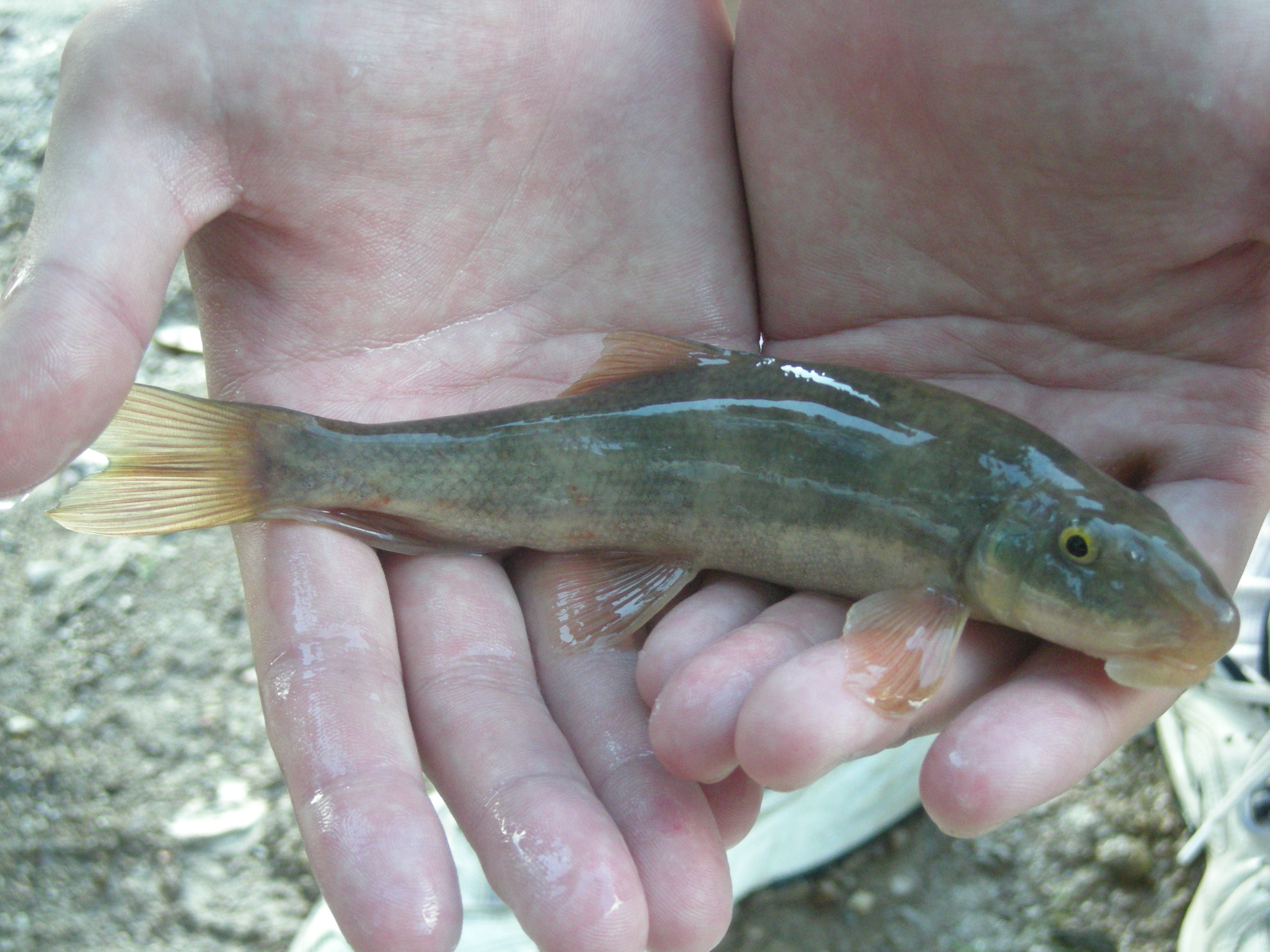
Catostomus clarkii

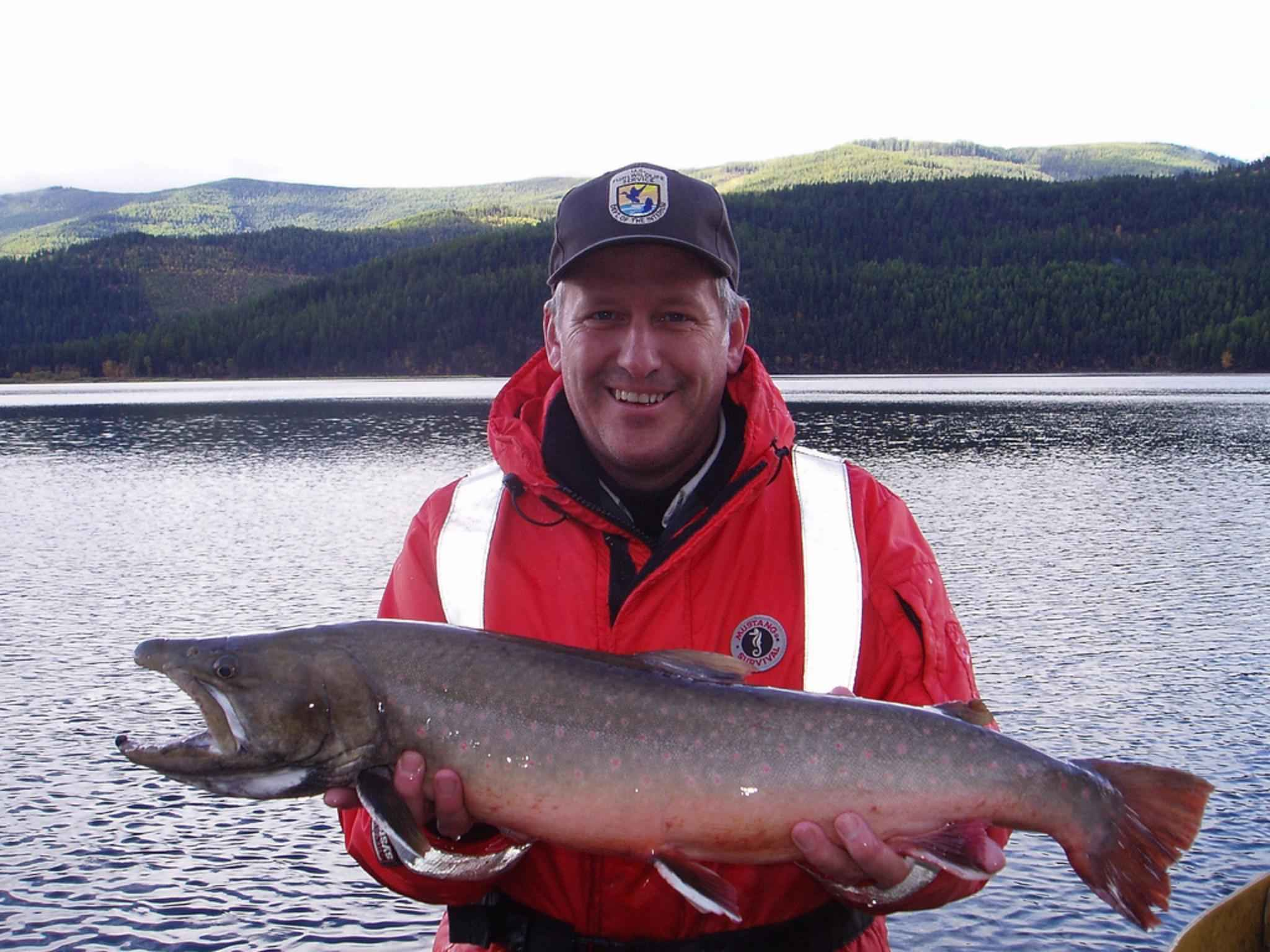
Salvelinus confluentus

Aquesta llista de peixos de Nevada inclou 49 espècies de peixos que es poden trobar actualment a Nevada (Estats Units) ordenades per l'ordre alfabètic de llurs noms científics.

## A
- Acrocheilus alutaceus
- Amatitlania nigrofasciata
- Archoplites interruptus[1]

## C
- Catostomus clarkii
- Catostomus columbianus
- Catostomus macrocheilus
- Catostomus platyrhynchus
- Catostomus tahoensis
- Chasmistes cujus
- Cottus beldingii
- Crenichthys baileyi albivallis
- Crenichthys baileyi baileyi
- Crenichthys baileyi grandis
- Crenichthys baileyi moapae
- Crenichthys baileyi thermophilus
- Crenichthys nevadae
- Cyprinodon diabolis
- Cyprinodon nevadensis[2]

## E
- Empetrichthys latos latos
- Eremichthys acros[3]

## G
- Gila atraria
- Gila bicolor[4]
- Gila robusta
- Gila seminuda

## L
- Lepidomeda albivallis
- Lepidomeda altivelis
- Lepidomeda mollispinis
- Lucania parva

## M
- Moapa coriacea

## O
- Oncorhynchus clarkii[5]
- Oncorhynchus nerka[6]
- Orthodon microlepidotus

## P
- Plagopterus argentissimus
- Poecilia mexicana
- Poecilia reticulata
- Prosopium williamsoni
- Ptychocheilus lucius
- Ptychocheilus oregonensis

## R
- Relictus solitarius
- Rhinichthys cataractae
- Rhinichthys deaconi[7]
- Rhinichthys osculus[8]
- Richardsonius balteatus
- Richardsonius egregius

## S
- Salvelinus confluentus
- Salvelinus malma
- Siphateles alvordensis
- Siphateles bicolor

## T
- Tilapia mariae[9]